# Округ Рајс (Канзас)
Округ Рајс (енгл. Rice County) је округ у америчкој савезној држави Канзас. По попису из 2010. године број становника је 10.083. Седиште округа је град Лајонс.

## Демографија
Према попису становништва из 2010. у округу је живело 10.083 становника, што је 678 (6,3%) становника мање него 2000. године.
| Група             | 2000.         | 2010.         |
| Белци             | 9.837 (91,4%) | 8.683 (86,1%) |
| Афроамериканци    | 124 (1,2%)    | 128 (1,3%)    |
| Азијати           | 36 (0,3%)     | 37 (0,4%)     |
| Хиспаноамериканци | 604 (5,6%)    | 1.018 (10,1%) |
| Укупно            | 10.761        | 10.083        |